# La volta buona
La volta buona è un programma televisivo italiano di genere talk show, rotocalco e game show, in onda su Rai 1 dall'11 settembre 2023 con la conduzione di Caterina Balivo. Il programma è giunto alla seconda edizione e viene trasmesso in diretta dal lunedì al venerdì dalle ore 14:05 alle 16:00, dallo studio 3 del Centro di produzione TV Raffaella Carrà di Roma.

## Il programma
Il programma, nato come successore del programma Vieni da me (andato in onda su Rai 1 dal 10 settembre 2018 al 29 maggio 2020, sempre con la conduzione di Caterina Balivo) e sostituto del programma Oggi è un altro giorno (andato in onda su Rai 1 dal 7 settembre 2020 al 30 giugno 2023 con la conduzione di Serena Bortone da cui ha ereditato lo studio di messa in onda), è realizzato dalla direzione intrattenimento day-time della Rai e oltre a mantenere il format di un talk show e di un rotocalco presenta due giochi a premi ai quali possono partecipare i telespettatori da casa: il primo dedicato alla musica e il secondo dedicato alle fiction Rai. Nelle intenzioni originarie tale programma doveva andare in onda dallo studio 2 degli studi televisivi Fabrizio Frizzi ma il 9 agosto 2023, tramite un promo, era stato reso noto lo studio di messa in onda.

### Messa in onda
Il programma va in onda su Rai 1 dal lunedì al venerdì dalle 14:05 alle 16:00. 

#### All'estero
Il programma all'estero è visibile in differita anche sull'emittente televisiva Rai Italia e/o online su RaiPlay.

## Edizioni
| Edizione | Anno      | Conduzione      | Periodo           | Periodo        | Puntate | Regia           | Regia                | Studio                                                     |
| Edizione | Anno      | Conduzione      | Inizio            | Fine           | Puntate | Regia           | Regia                | Studio                                                     |
| -------- | --------- | --------------- | ----------------- | -------------- | ------- | --------------- | -------------------- | ---------------------------------------------------------- |
| 1ª       | 2023-2024 | Caterina Balivo | 11 settembre 2023 | 31 maggio 2024 | 185     | Luigi Rizza     | Fabrizio Cofrancesco | Studio 3 del Centro di produzione TV Raffaella Carrà, Roma |
| 2ª       | 2024-2025 | Caterina Balivo | 9 settembre 2024  | 27 giugno 2025 | 198     | Mirea Crescenza | Mirea Crescenza      | Studio 3 del Centro di produzione TV Raffaella Carrà, Roma |

### Prima edizione (2023-2024)
La prima edizione de La volta buona, con la conduzione di Caterina Balivo, è andata in onda dall'11 settembre 2023 al 31 maggio 2024, dal lunedì al venerdì dalle 14:00 alle 16:00, in diretta dallo studio 3 del Centro di produzione TV Raffaella Carrà di Roma. Ogni puntata era divisa in due blocchi: Aspettando La volta buona in onda dalle 14 alle 14:55 e La volta buona dalle 14:55 alle 16.
Il 10 febbraio 2024, eccezionalmente di sabato dal foyer del Teatro Ariston e dall'Aristonello di Sanremo, è andata in onda una puntata speciale intitolata La volta buona - Speciale Sanremo e dedicata alla finale del Festival di Sanremo 2024. Nel 2024 partecipa in alcune puntate la cantante Gaia Gentile.   
Dal 6 al 27 luglio 2024, dalle 17:00 alle 18:45, sono andate in onda quattro puntate dello spin-off La volta buona Special, durante le quali sono state riproposte alcune interviste della stagione passata.

### Seconda edizione (2024-2025)
La seconda edizione de La volta buona, sempre con la conduzione di Caterina Balivo, è andata in onda dal 9 settembre 2024 al 27 giugno 2025, dal lunedì al venerdì dalle 14:05 alle 16:00, in diretta dallo studio 3 del Centro di produzione TV Raffaella Carrà di Roma. Le novità di questa edizione sono nuovo logo, nuova grafica, nuovi giochi e la divisione in due parti: la prima denominata La volta Magazine (poi nuovamente Aspettando La volta buona e infine Prima parte La volta buona) dedicata all'intrattenimento e all'attualità e la seconda denominata La volta buona (poi Seconda parte La volta buona). Le puntate del 16, del 23 settembre e del 22 ottobre 2024 sono state sostituite dallo spin-off La volta buona Special. Il 25 novembre è andata in onda una puntata speciale intitolata 1522 Speciale La volta buona dedicata alla giornata internazionale della violenza delle donne. Il 15 febbraio 2025, eccezionalmente di sabato dal Glass Studio di Piazza Borea D'Olmo e dal foyer del Teatro Ariston di Sanremo, è andata in onda una puntata speciale dedicata alla finale del Festival di Sanremo 2025. La puntata del 18 febbraio 2025 è andata in onda in forma ridotta dalle 15:30 alle 16:00 a causa della diretta di Rai Parlamento col nome La volta buona Special anche se è stata trasmessa in diretta. La stessa cosa si è verificata il 18 aprile 2025 quando la puntata è iniziata alle 15:00 a causa dello speciale del venerdì santo di A sua immagine. Anche le puntate del 1º maggio 2025 e del 2 giugno 2025 sono andate in onda col nome La volta buona Special, dalle 14:00 alle 16:00, così come quella del 9 giugno 2025, terminata però alle 15:00 per dare la linea ad uno speciale del TG1. Dal 16 al 27 giugno 2025 le puntate sono andate in onda col nome La volta buona Estate.
L'ultima puntata era inizialmente prevista per il 30 maggio, ma visto il successo in termini di audience è stata posticipata al 27 giugno. Dal 30 giugno all'11 luglio 2025, dal lunedì al venerdì, vengono trasmessi i migliori momenti dell'edizione.

## Speciali
| Puntata | Anno | Conduzione      | Titolo                            | Messa in onda    | Argomenti della puntata             | Orario       | Programmazione | Programmazione | Programmazione                                                                   | Programmazione | Programmazione | Programmazione      | Programmazione | Collocazione | Studio                                | Ascolti                   | Ascolti                   | Ascolti        | Ascolti        | Ascolti |
| Puntata | Anno | Conduzione      | Titolo                            | Messa in onda    | Argomenti della puntata             | Orario       | Programmazione | Programmazione | Programmazione                                                                   | Programmazione | Programmazione | Programmazione      | Programmazione | Collocazione | Studio                                | Aspettando La volta buona | Aspettando La volta buona | La volta buona | La volta buona | Fonte   |
| Puntata | Anno | Conduzione      | Titolo                            | Messa in onda    | Argomenti della puntata             | Orario       | L              | M              | M                                                                                | G              | V              | S                   | D              | Collocazione | Studio                                | Telespettatori            | Share                     | Telespettatori | Share          | Fonte   |
| ------- | ---- | --------------- | --------------------------------- | ---------------- | ----------------------------------- | ------------ | -------------- | -------------- | -------------------------------------------------------------------------------- | -------------- | -------------- | ------------------- | -------------- | ------------ | ------------------------------------- | ------------------------- | ------------------------- | -------------- | -------------- | ------- |
| 1       | 2024 | Caterina Balivo | La volta buona - Speciale Sanremo | 10 febbraio 2024 | Finale del Festival di Sanremo 2024 | 14:00-16:05  |                |                |                                                                                  |                |                |                     |                | Day-time     | Teatro Ariston e Aristonello, Sanremo | 2 840 000                 | 18,87%                    | 2 792 000      | 20,90%         | [ 14 ]  |
| 2       | 2024 | Caterina Balivo | 1522 Speciale La volta buona      | 25 novembre 2024 | Contrasto alla violenza sulle donne | 14:05- 16:00 |                |                | Studio 3 del Centro di produzione TV Raffaella Carrà, Roma                       | -              | -              | 1 373 000           | 12,60%         | Day-time     | [ 15 ]                                |                           |                           |                |                |         |
| 3       | 2025 | Caterina Balivo | -                                 | 15 febbraio 2025 | Finale del Festival di Sanremo 2025 | 14:00-16:10  |                |                | Glass Studio di Piazza Borea D'Olmo, Sanremo e Foyer del Teatro Ariston, Sanremo | -              | -              | 3 033 000 2 692 000 | 23,39% 23,37%  | Day-time     | [ 16 ]                                |                           |                           |                |                |         |

## Programmazione
| Edizione | Rete televisiva | Anno      | Stagione                  | Orario      | Durata  | Programmazione | Programmazione | Programmazione | Programmazione | Programmazione | Programmazione | Programmazione | Collocazione |
| Edizione | Rete televisiva | Anno      | Stagione                  | Orario      | Durata  | L              | M              | M              | G              | V              | S              | D              | Collocazione |
| -------- | --------------- | --------- | ------------------------- | ----------- | ------- | -------------- | -------------- | -------------- | -------------- | -------------- | -------------- | -------------- | ------------ |
| 1ª       | Rai 1           | 2023-2024 | autunno-inverno-primavera | 14:00-16:00 | 120 min |                |                |                |                |                |                |                | Day-time     |
| 2ª       | Rai 1           | 2024-2025 | autunno-inverno-primavera | 14:00-16:00 | 120 min |                |                |                |                |                |                |                | Day-time     |

## Sigla
Per la sigla del programma è stata scelta la canzone Non litighiamo più di Rocco Hunt, brano uscito durante la primavera del 2023. Dal 9 al 13 ottobre dello stesso anno il brano era stato sostituito con This Is Me, interpretato da Keala Settle, presente nella colonna sonora del film The Greatest Showman. Durante il periodo natalizio 2024-2025 invece vengono utilizzate come sigla varie canzoni natalizie mentre per la puntata del 6 gennaio 2025 è stata utilizzata Viva la befana di Carolina Benvenga.

## Spin-off
- La volta buona Special, spin-off de La volta buona andato in onda su Rai 1 dal 6 al 27 luglio (ogni sabato), il 16 e il 23 settembre, il 22 ottobre, il 26 e il 27 dicembre 2024, il 1º, il 6 e il 10 gennaio e il 13 maggio 2025, nel quale sono state riproposte le miglior interviste del programma. Dal 6 al 15 maggio 2025 va in onda al termine della puntata quotidiana, dalle 16:00 alle 16:50. Dal 30 giugno 2025 va in onda nella fascia oraria del programma originale pur mantenendo il titolo "LVB ESTATE".